# Злість
Злість — почуття недоброзичливості; злоба. Почуття роздратування, гніву, досади; розлюченість.
Це почуття виражає сильну емоцію, яка спрямовується на певний об'єкт.
Емоція виникає як специфічна реакція на ситуацію, що перешкоджає у задоволенні потреби. Злість може бути пов'язаною з отриманою психологічною травмою.
Злість, залежно від ситуації, може як заважати людині («засліплювати» її розум), так і мобілізувати її можливості.